# Día internacional del fetiche
El Día Internacional del Fetichismo es un día de apoyo a la comunidad BDSM. Se originó en el Reino Unido como el Día Nacional del Fetiche y se celebró por primera vez el 21 de enero de 2008. El primer Día Internacional del Fetichismo se celebró el 16 de enero de 2009 (tercer viernes del año). El objetivo principal del Día Internacional del Fetichismo es aumentar la conciencia y el apoyo a la comunidad fetichista, al mismo tiempo que se opone a la ley del Reino Unido que penaliza la posesión de "pornografía extrema". También está diseñado para alentar a los miembros de la comunidad a ser más abiertos sobre su sexualidad.

## Día Nacional del Fetiche
El Día Nacional del Fetiche se celebró por primera vez en el Reino Unido el 4 de septiembre de 2008. Sin embargo, el Día Internacional del Fetichismo ha tomado el relevo.

### Los pervertidos visten de morado
En el Día Nacional del Fetiche, uno de los aspectos principales es que los miembros de la comunidad visten una prenda de vestir de color morado como señal de que son miembros, en un evento conocido como "Los pervertidos visten de morado" (Perverts Wear Purple). El principal beneficio de este acto es que indica que alguien es miembro de la comunidad y al mismo tiempo es "vainilla". El morado es un color muy utilizado en los círculos BDSM. El sitio web principal dice que, "Al unirte a este divertido evento 'Día Nacional del Fetiche - Los Pervertidos Visten de Púrpura', tú, como individuo, te unirás a miembros de la comunidad de todo el país para decir 'Está bien disfrutar lo que yo disfruto' sin dañar tu identidad o integridad 'vainilla'". Ha habido controversia en torno al eslogan 'Los pervertidos visten de morado' principalmente debido al hecho de que muchos en la comunidad BDSM se distancian de la etiqueta 'pervertido'. Otros en la comunidad sienten que usar la palabra 'Pervertido' es una forma de reclamación útil.

### El diputado Ronnie Campbell
El miembro parlamentario laborista de Blyth Valley, Ronnie Campbell, accidentalmente dio su apoyo al Día Nacional del Fetiche, porque no entendió la palabra "Fetiche" y no conocía el eslogan "Los pervertidos visten de púrpura". Un periódico local, el Sunday Sun, entrevistó a Campbell sobre su supuesto apoyo al evento vistiendo de color morado. Campbell dijo: "Pensé que un fetiche era una preocupación, como preocuparse por respaldar al caballo adecuado".

Una de las personas que difundió el Día Nacional del Fetiche, conocido como "Pierced Knight", afirmó que,
Recibí un correo electrónico de Carol Delaney, secretaria de Ronnie Campbell, diputado laborista de Blyth Valley. Confirmó que el señor Campbell apoyará este día nacional de concientización el 21 de enero. Usando el eslogan 'Pervertidos visten de morado', aquellos que apoyen este día llevarán sobre su persona algo que sea de color morado, como una camisa, una corbata, una falda, una banda para el cabello.
Campbell escribió una carta de queja al Sunday Sun, alegando que lo habían hecho parecer estúpido al "torcer y cambiar" el significado de lo que había estado diciendo. Escribió que "nunca habría aceptado apoyar nada que tuviera el título 'Los pervertidos visten de morado' y no imagino que ningún otro miembro del Parlamento lo haría tampoco". El Sunday Sun publicó una respuesta que decía:
Si no hubieras entendido mal la palabra "fetiche" y no hubieras apoyado el Día Nacional del Fetiche en primer lugar, no habríamos tenido una historia. No torcimos nada y contactamos contigo cuatro veces para aclarar ciertos puntos. De hecho, todavía estabas apoyando el Día Nacional del Fetiche, diciendo que usarías tu corbata o camisa morada, hasta nuestra llamada final cuando señalamos que el lema del evento era "los pervertidos visten de púrpura". ¿Imaginas la historia que podríamos haber escrito si no hubiéramos hecho esto? Este periódico lo respeta como diputado laborista con voz independiente. Sin embargo, esto no nos impide escribir historias cuando te sumerges en ellas.
El 16 de enero de 2009 se celebró el primer Día Internacional del Fetichismo. En el Reino Unido, el día atrajo cierta cobertura mediática debido a la próxima prohibición de la pornografía extrema, que entrará en vigor el 26 de enero de 2009. Symon Hill escribió en The Guardian que:
Las personas con ciertos fetiches ahora enfrentan la perspectiva de convertirse en víctimas del ataque sostenido del gobierno a las libertades civiles. En un acto instintivo que acaparó los titulares, los ministros introdujeron una ley sobre "pornografía extrema" que entrará en vigor este mes. En lugar de apuntar a los elementos explotadores, abusivos e intimidantes de la industria de la pornografía, la ley apunta a las imágenes sadomasoquistas independientemente del contexto. La barrera es tan baja que, si se toma literalmente, podría llevar a que una pareja que toma una fotografía de su actividad sexual consensual (y legal) sea arrestada por posesión de esa fotografía.